# ويليام ووكر (مغني)
ويليام ووكر (بالإنجليزية: William Walker)‏ هو مغني ومغني أوبرا أمريكي، ولد في 29 أكتوبر 1931 في واكو في الولايات المتحدة، وتوفي في 10 أبريل 2010.